# Air France
Air France (Euronext: AF) — дочерняя авиакомпания Air France-KLM. Является одной из крупнейших авиакомпаний и одной из старейших
Авиакомпания до слияния с KLM была главной национальной авиакомпанией Франции со штатом работников 71 654 сотрудника (по состоянию на январь 2005 года). Авиакомпания использует магистральные и региональные самолёты. Базируется в аэропортах Парижа (международный аэропорт имени Шарля де Голля (Шарль-де-Голль (главная база)) и Орли), Лиона, Ниццы. Входит в международный альянс SkyTeam, ключевыми европейскими партнёрами компании являются Alitalia и Аэрофлот. Авиакомпания основана 7 октября 1933 года. Сейчас осуществляет рейсы в 187 пунктов назначения.

## Партнёры авиакомпании

Центральный офис компании в Париже.

- Air Astana
- Air Mauritius
- Air Seychelles
- Air Tahiti Nui
- Armavia
- Austrian Airlines
- AZAL
- British Airways
- Bulgaria Air
- CCM Airlines
- Cityjet
- Croatia Airlines
- Finnair (Oneworld)
- Japan Airlines
- Luxair
- Maersk Air
- Middle East Airlines
- Portugália
- Qantas
- Rossiya
- Royal Air Maroc
- Styrian Spirit
- SWISS
- TACA
- TAM
- Tunisair
- Aeroflot

Партнёры по альянсу SkyTeam:
- Аэрофлот—Российские Авиалинии
- Aeroméxico
- Air Europa
- Alitalia
- China Eastern Airlines
- China Southern Airlines
- CSA Czech Airlines
- Delta Air Lines
- Garuda Indonesia
- Kenya Airways
- KLM
- Korean Air
- Saudi Arabian Airlines
- TAROM
- Vietnam Airlines

## Флот

### Пассажирский флот

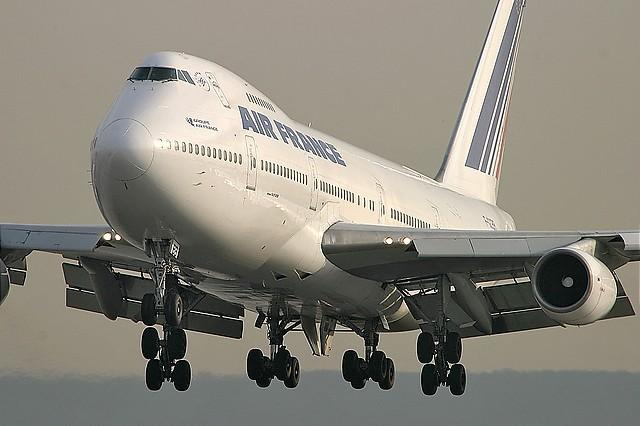
Boeing 747—200

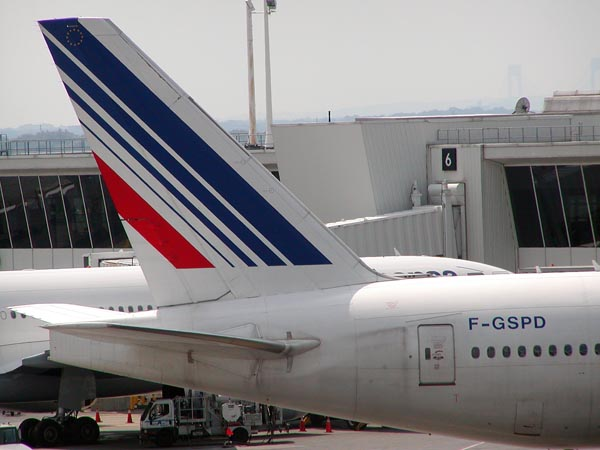
Boeing 777-200ER

В июне 2023 года флот Air France состоял из 212 самолётов, средний возраст которых 12,1 лет:
| Изображение | Самолёт             | Количество | Заказано | Вместимость (пасс.)                           | Направления |
| ----------- | ------------------- | ---------- | -------- | --------------------------------------------- | --- |
|             | Airbus A220-300     | 25         | 35       | 149                                           | Ближне-среднемагистральные перелёты (Европа, Северная Африка) |
|             | Airbus A318         | 9          | 0        | 131                                           | Ближне-среднемагистральные перелёты (Европа, Северная Африка) |
|             | Airbus A319         | 15         | 0        | 142                                           | Ближне-среднемагистральные перелёты (Европа, Северная Африка, Ближний Восток) |
|             | Airbus A320-200     | 39         | 0        | 172                                           | Ближне-среднемагистральные перелёты (Европа, Северная Африка, Ближний Восток) |
|             | Airbus A321-100/200 | 4/14 (18)  | 0        | 206                                           | Ближне-среднемагистральные перелёты (Европа, Северная Африка, Ближний Восток) |
|             | Airbus A330-200     | 15         | 0        | 219 (40/179)                                  | Дальнемагистральные перелёты (Северная Америка, Южная Америка, Южная Африка, Азия)                                                                                                |
|             | Airbus A350-900     | 20         | 21       | 324 (34/24/266)                               | Дальнемагистральные перелёты (Северная Америка, Южная Америка, Южная Африка, Азия)                                                                                                |
|             | Boeing 777-200ER    | 18         | 0        | 264 (4/49/211)                                | Дальнемагистральные перелёты (Абиджан, Пекин, Бейрут, Дакар, Дубай, Гонконг, Хьюстон, Лос-Анджелес, Мехико, Монреаль, Мумбаи, Нью-Йорк, Сантьяго, Сеул, Шанхай, Токио, Вашингтон) |
|             | Boeing 777-300ER    | 43         | 0        | 310 (8/67/235) 325 (8/67/250) 472 (14/36/422) | Дальнемагистральные перелёты (Северная Америка, Южная Америка, Южная Африка, Азия)                                                                                                |
|             | Boeing 787-9        | 10         |          |                                               | Дальнемагистральные перелёты (Северная Америка, Южная Америка, Южная Африка, Азия)                                                                                                |
|             | Всего:              | 212        | 56       |                                               | |

### Грузовой флот

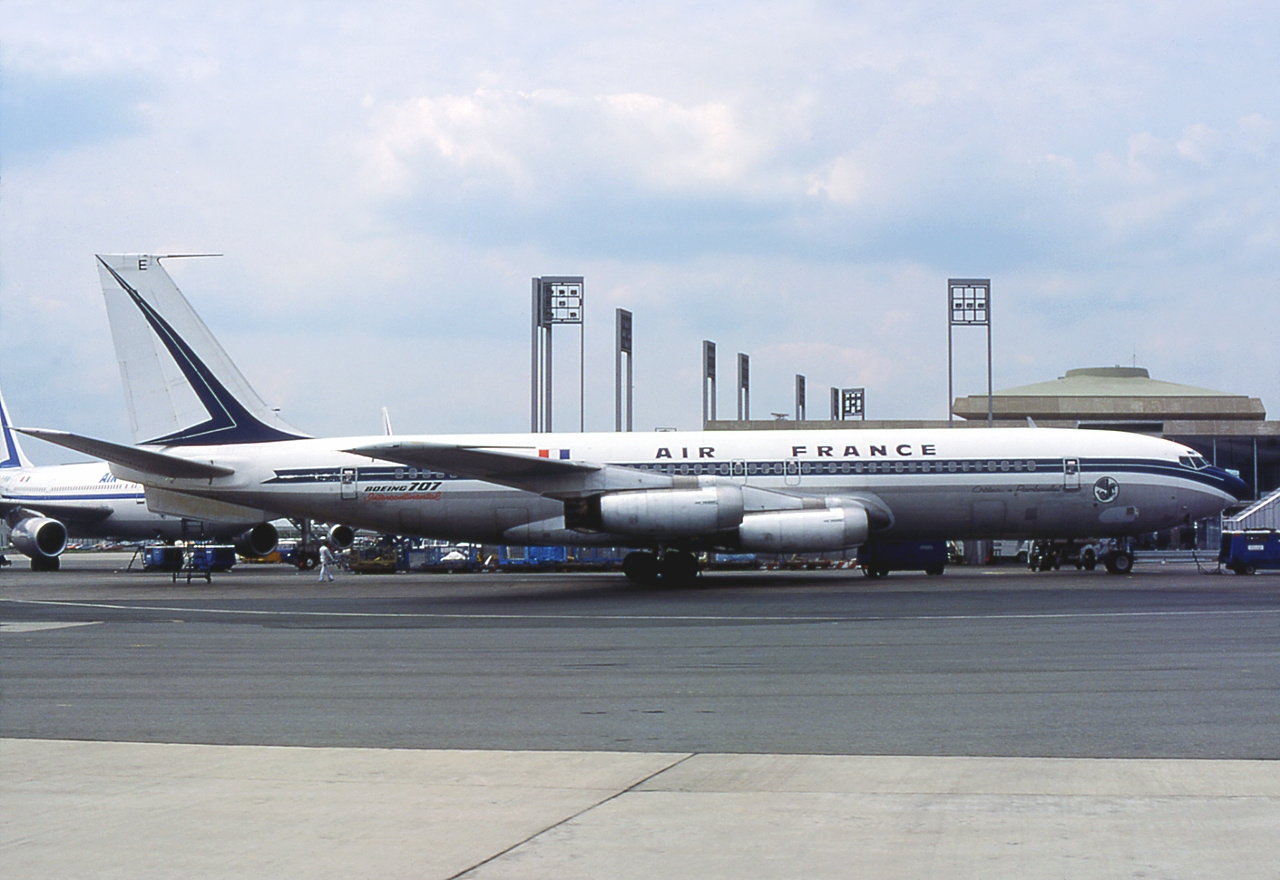
Boeing 707 авиакомпании Air France, 1977 год.

| Изображение | Самолёт         | Количество |
| ----------- | --------------- | ---------- |
|             | Boeing 777-200F | 2          |

### Самолёты, используемые авиакомпанией ранее
- Aérospatiale-BAC Concorde
- Airbus A300
- Airbus A310
- Airbus A340
- Airbus A380
- Bleriot 5190
- Bloch 220
- Boeing-707
- Boeing-727
- Boeing 737 Original
- Boeing 737 Classic
- Boeing 747
- Boeing 767
- Breguet 763
- Convair 990
- de Havilland Comet
- Dewoitine 338
- Douglas DC-3
- Douglas DC-4
- Douglas DC-10
- Farman 2200
- Lockheed Constellation
- Lockheed L-1011 Tristar
- Sud Aviation Caravelle
- Sud-Est SE-161 Languedoc
- Vickers Viscount
- Wibault 282

## Авиационные происшествия
- Катастрофа L-1049 под Дакаром. 29 августа 1960 года рейс 343 при заходе на посадку в Дакаре рухнул в Атлантический океан. Погибли все 63 человека на борту. Причины не установлены.
- Катастрофа Boeing 707 в Париже. 3 июня 1962 года рейс 7 разбился в результате прерванного взлёта и вылетел за пределы ВПП. Из находившихся на борту 132 человек выжили 2.
- Катастрофа Boeing 707-328A в Гваделупе 22 июня 1962 года. Самолёт Boeing 707-328A при подлёте к Пуэнт-а-Питру врезался в гору по неустановленным причинам.
- Катастрофа Boeing 707-328C в Гваделупе 5 марта 1968 года. При подлёте к Пуэнт-а-Питру врезался в склон вулкана Суфриер из-за ошибок экипажа. Погибли все 63 человека на борту.
- Катастрофа SE-210 под Ниццей. 11 сентября 1968 года самолёт Каравелла в рейсе 1611 разбился в водах средиземного моря результате пожара на борту.
- Катастрофа Boeing 707 под Каракасом 3 декабря 1969 года. Самолёт вскоре после вылета из Каракаса рухнул в Карибское море. Предположительно, причиной крушения стал теракт. Погибли все 62 человека на борту.
- Катастрофа A320 в Абсеме. 26 июня 1988 года выполнял демонстрационный рейс 296Q по маршруту Париж-Мулюз-Абсем-Мулюз-Париж, но во время полёта на сверхмалой высоте задел верхушки деревьев, врезался в землю и воспламенился. Из находившихся на борту 136 человек погибли 3.
- Угон самолёта A300 в Алжире. 24 декабря 1994 года рейс 8969 был захвачен 4 вооружёнными террористами в аэропорту Алжира. В ночь на 26 декабря захваченный самолёт направился в Марсель для пресс-конференции и якобы для дозаправки. В 17:34 CEST самолёт был освобождён бойцами GIGN. В результате 3 пассажира были убиты террористами, также были убиты все 4 угонщика.
- Катастрофа «Конкорда». 25 июля 2000 года при вылете в рейс 4590 Париж — Нью-Йорк во время разбега самолёт наехал на металлическую пластину. Покрышка шасси лопнула и пробила топливные баки самолёта в результате чего начался пожар. Удержать самолёт в воздухе было невозможно, и лайнер рухнул на здание гостиницы. Погибли все 109 человек в самолёте, а также 4 человека в гостинице. Единственная катастрофа сверхзвукового авиалайнера в рейсе.
- Авария A340 в Торонто. 2 августа 2005 года авиалайнер при посадке  в сложных погодных условиях выкатился за пределы ВПП, рухнул в овраг и загорелся. Все 309 человек на борту выжили.
- Катастрофа A330 в Атлантике. В ночь на 1 июня 2009 года авиалайнер выполнял рейс 447 Рио-де-Жанейро—Париж, когда во время полёта над океаном у самолёта заледенели трубки Пито. Экипаж неправильно отреагировал на ситуацию, в результате чего самолёт перешёл в сваливание и рухнул в воду. Погибли все 228 человек на борту, что стало самой трагичной катастрофой в истории французской авиации.
- Инцидент с A380 над Атлантикой: 30 сентября 2017 года на рейсе 66 Париж — Лос-Анджелес во время полёта над океаном развалился двигатель № 4. Самолёт успешно выполнил аварийную посадку на авиабазу Гуз-Бей в Канаде. Никто не пострадал.